# 圣杰内肖联合镇
圣杰内肖联合镇（義大利語：San Genesio ed Uniti），是意大利帕维亚省的一个市镇。总面积8平方公里，人口3832人，人口密度479.0人/平方公里（2009年）。国家统计（ISTAT）代码为018135。